# قاموس لونجمان للغة الإنجليزية المعاصرة
قاموس لونجمان للغة الإنجليزية المعاصرة (بالإنجليزية: Longman Dictionary of Contemporary English)‏ هو قاموس إنجليزي تم نشره لأول مرة في عام 1978 وهو متوفر بصيغ مختلفة منها نسخة ورقية فقط ونسخة ورقية مع موقع إلكتروني استثنائي وإصدار مجاني عبر الإنترنت وهو قاموس متقدم للمتعلم يوفر تعريفات باستخدام مفردات محدودة ويساعد متعلمي اللغة الإنجليزية، من غير أهلها، على فهم المعاني بسهولة.